# Juan José Aizcorbe
Juan José Aizcorbe Torra (Barcelona, 9 de julio de 1959) es un abogado, político y administrador concursal español actualmente miembro del partido político Vox.

## Vida privada
Natural de Barcelona, julio 1959. Pasó su infancia y juventud en San Sebastián, Leiza y Barcelona. Estudió en los Escolapios de Tolosa y posteriormente en el colegio Salesiano de Sarriá en la Ciudad Condal y el Instituto Ausias March.

## Carrera profesional
Licenciado en Derecho por la Universidad de Barcelona y máster en dirección de RRHH y organización de empresa por la Business & Marketing School-ESIC de Madrid.[cita requerida] Ha desarrollado su trayectoria profesional durante tres décadas en el campo de la abogacía tanto como letrado del Ilustre Colegio de la Abogacía de Barcelona en el ámbito privado, con despachos en Barcelona (Base Concursal SLP) y Madrid (Milans del Bosch. Abogados), asesorando numerosas empresas. Fue director general y Consejero delegado del Grupo Intereconomía. Formando parte del Consejo de Administración de numerosas mercantiles (Sociedad Gestora de Televisión NET TV S.A, Grupo Negocios y Publicaciones S.L., diversas del Grupo Ercros, etc). También ha formado parte del patronato de fundaciones sin ánimo lucrativo (Secretario del patronato Fundación Concordia con Alejo Vidal-Quadras).

## Carrera política
En los años 80 junto al letrado Esteban Gómez Rovira interpuso diversos recursos contra las leyes de política lingüística en Cataluña. 
En 1982 se presentó como número cuatro en las listas de Fuerza Nueva, partido fundado por Blas Piñar, a las elecciones generales. En 1989 volvió a concurrir en otras listas electorales, en esta ocasión por el partido Frente Nacional, partido creado por Blas Piñar para concurrir a las elecciones europeas. También fue dirigente del partido político Juntas Españolas en Barcelona, del que dimitió en 1992 al propugnar la vía de la derecha nacional y democrática.
En 1995 se vincula al Partido Popular de la mano de Alejo Vidal-Quadras dirigiendo el departamento de Estudios y Programas, siendo candidato a dirigir el PP en Barcelona en el año 1997, no resultando elegido. Lideró en el año 1998 el Partido Demócrata Español (PADE) en Cataluña, junto al exsecretario general de Alianza Popular (luego Partido Popular) Juan Ramón Calero.
En la actualidad es miembro del partido político Vox. En las elecciones generales de abril de 2019 concurrió segundo por la lista que el partido presentó en Barcelona al Congreso de los Diputados; no obtuvo representación parlamentaria, pues la formación solo consiguió un escaño. Ese mismo año encabezó la lista del partido en las municipales del municipio de Pozuelo de Alarcón (Comunidad de Madrid), donde Vox obtuvo 4 de 25 concejales. De cara a las elecciones generales de noviembre de 2019, abandonó el consistorio pozueleño para repetir el segundo lugar en la lista de Vox por Barcelona a la Cámara Baja; resultando elegido diputado en esta ocasión.